# フェーングロッテン
フェーングロッテン（欧字名:Feengrotten、2019年5月15日 - ）は、日本の競走馬。2022年のラジオNIKKEI賞の勝ち馬である。
馬名の由来は、ドイツにある妖精の洞窟と呼ばれる鍾乳洞。

## 戦績

### デビュー前
2019年2月20日、北海道安平町のノーザンファームで誕生。一口馬主法人サンデーサラブレッドクラブから総額2,800万円（一口70万円×40口）で募集された。その後、栗東の宮本博厩舎に入厩した。

### 2歳（2021年）
9月5日の2歳新馬（小倉芝1800m）を鮫島克駿でデビュー。初戦はのちの朝日杯フューチュリティステークス、東京優駿勝ち馬のドウデュース、セントライト記念勝ち馬のガイアフォースに3馬身差の3着に敗れる。2戦目の2歳未勝利でサトノヘリオスに半馬身差の2着に敗れると、続く2歳未勝利（阪神芝2000m）で松山弘平に乗り替わり、後続に2馬身半差をつけて初勝利を飾る。次走、エリカ賞は中団から伸びずブービーの10着に敗れた。

### 3歳（2022年）
3歳初戦、3歳1勝クラスは勝ち馬から6.8秒差と大差をつけられた最下位となる。続く、大寒桜賞は勝ち馬には離されたものの3着と好走する。7頭立て5番人気で出走した白百合ステークスは松若風馬が騎乗、初ブリンカーで向正面で後続を10馬身以上離す大逃げから、そのままゴールまで押し切り、1馬身1/4差をつけて逃げ切り勝ち。2勝目を手にした。重賞初挑戦となったラジオNIKKEI賞は3番手から直線内ラチ沿いから抜け出し、逃げ粘るショウナンマグマを3/4馬身交わして1着、重賞初制覇となった。次走、古馬との初対決となった新潟記念は3番手追走からいったん先頭に立つも、カラテ、ユーキャンスマイルに交わされ3着となった。

次走はG1初挑戦となる菊花賞に臨んだものの15着であった。担当する久保調教助手は「前走は距離が長かった。度外視していい」とコメントしている。

### 4歳（2023年）
4歳初戦は、中山金杯での始動となった。陣営も「距離は2000メートルくらいが合う」とコメントしていた。レースは果敢にハナを奪ってしぶとく粘ったものの、ゴール前で捕まり３着に惜敗した。鞍上の松若騎手は「周りの動きをうかがいながら逃げる形でしたが、こういう競馬をしたかった。道中もリズム良く走れたし、ラストは少し苦しくなったが、馬の気持ちは最後まで切れていなかったです」とコメントしている。
2戦目は金鯱賞に出走した。レースは果敢に逃げるも2着であった。松若騎手は「メンバー構成などを見て（ハナに）行けたらいいなと思っていました。うまく先手を取れ、いいリズムといいバランスで運べましたし、厩舎がうまく仕上げてくれたことで頭が上がる面も改善していました。ペースも思った通りだっただけに悔しいです。馬は成長しています」とコメントした。
次走は鳴尾記念に出走するも2着。松若騎手は「落ち着きがあって、いい返し馬ができましたが、スタートからあまり出て行かず、前半の進みがいつもと違いました。最後はのまれそうになってから、もうひと踏ん張り。どうも馬が遊んでいるようなところが見受けられます。今日は勝ちたかったのですが…」と今後の課題をあらわにした。
そうした中で迎えた七夕賞は14着と惨敗。松若騎手は「前走くらいから行きっぷりが悪くなっていたので、そこがどうかなと思っていた。具合とかは問題ないのですが、テンから進んでいかず、気が乗らなかった。」とコメントした。また、宮本調教師は「前回は馬に気がなかったね。たまにそういう面を見せるんですよ。中間からそんな感じがあったんです」とその後振り返っている。
秋は毎日王冠から始動した。七夕賞で課題となった気難しさは出さずに順調に来ており、宮本師も「いい体になった」と語っているほどであった。しかし、レースの結果は12着だった。松若騎手は「ゲートに入るまでの雰囲気は良かったのですが......。気持ちの面で難しさがあります」と七夕賞からの気性面での課題が続いていることをあらわにした。
次走は、チャレンジカップ に挑んだ。前走から惨敗が続いていることもあり、鞍上は短期免許で来日しているバウルジャン・ムルザバエフ騎手に乗り替わりとなった。レース前のインタビューで宮本師は「今年に関しては暑い時季でダメでしたね。状態は悪くないですよ。」とコメントしていた。しかし、レースの結果は11着と惨敗。ムルザバエフ騎手は「メンタルの問題か、ゲートを出なかったので、後ろで脚をためていきましたが、馬を交わそうとしない面を見せていました。距離を延ばして楽に行けるようにすれば変わるかもしれません。気持ちの問題なのか、反応がありませんでした」とコメントしていた。
その後、去勢手術を行った。

## 競走成績
以下の内容は、netkeiba.comおよびJBISサーチに基づく。
| 競走日     | 競馬場 | 競走名          | 格   | 距離（馬場）  | 頭 数 | 枠 番 | 馬 番 | オッズ （人気） | 着順 | タイム （上り3F） | 着差 | 騎手            | 斤量 [kg] | 1着馬（2着馬）       | 馬体重 [kg] |
| ---------- | ------ | --------------- | ---- | ------------- | ----- | ----- | ----- | --------------- | ---- | ----------------- | ---- | --------------- | --------- | -------------------- | ----------- |
| 2021.09.05 | 小倉   | 2歳新馬         |      | 芝1800m（良） | 13    | 7     | 11    | 004.70（2人）   | 03着 | R1:50.8（34.3）   | -0.6 | 0鮫島克駿       | 54        | ドウデュース         | 484         |
| 0000.09.25 | 中京   | 2歳未勝利       |      | 芝2000m（良） | 11    | 8     | 10    | 004.30（3人）   | 02着 | R2:00.1（34.4）   | -0.1 | 0鮫島克駿       | 54        | サトノヘリオス       | 480         |
| 0000.11.06 | 阪神   | 2歳未勝利       |      | 芝2000m（良） | 11    | 2     | 2     | 001.70（1人）   | 01着 | R2:01.9（35.9）   | -0.4 | 0松山弘平       | 55        | （シエロフェイス）   | 486         |
| 0000.12.11 | 阪神   | エリカ賞        | 1勝  | 芝2000m（良） | 11    | 6     | 6     | 010.00（5人）   | 10着 | R2:00.8（36.4）   | -1.1 | 0松山弘平       | 55        | サトノヘリオス       | 480         |
| 2022.01.05 | 中京   | 3歳1勝クラス    |      | 芝2000m（良） | 10    | 6     | 6     | 011.00（5人）   | 10着 | R2:06.9（39.8）   | -6.8 | 0松山弘平       | 56        | グランディア         | 476         |
| 0000.03.27 | 中京   | 大寒桜賞        | 1勝  | 芝2200m（重） | 8     | 2     | 2     | 010.90（4人）   | 03着 | R2:15.6（37.9）   | -1.5 | 0福永祐一       | 56        | ブラックブロッサム   | 478         |
| 0000.05.29 | 中京   | 白百合S         | L    | 芝2000m（良） | 7     | 7     | 7     | 030.30（5人）   | 01着 | R1:59.8（34.7）   | -0.2 | 0松若風馬       | 56        | （ヴェローナシチー） | 470         |
| 0000.07.03 | 福島   | ラジオNIKKEI賞  | GIII | 芝1800m（良） | 13    | 3     | 3     | 007.20（3人）   | 01着 | R1:46.7（35.4）   | -0.2 | 0松若風馬       | 55        | （ショウナンマグマ） | 466         |
| 0000.09.04 | 新潟   | 新潟記念        | GIII | 芝2000m（良） | 18    | 8     | 18    | 007.50（3人）   | 03着 | R1:59.3（33.9）   | -0.4 | 0松若風馬       | 53        | カラテ               | 472         |
| 0000.10.23 | 阪神   | 菊花賞          | GI   | 芝3000m（良） | 18    | 8     | 16    | 040.1（11人）   | 15着 | 03:06.2（40.1）   | -3.8 | 0松若風馬       | 57        | アスクビクターモア   | 472         |
| 2023.01.05 | 中山   | 中山金杯        | GIII | 芝2000m（良） | 17    | 3     | 5     | 004.60（2人）   | 03着 | R2:00.2（35.9）   | -0.0 | 0松若風馬       | 56        | ラーグルフ           | 480         |
| 0000.03.12 | 中京   | 金鯱賞          | GII  | 芝2000m（良） | 12    | 7     | 10    | 007.60（3人）   | 02着 | R1:59.9（34.7）   | -0.1 | 0松若風馬       | 57        | プログノーシス       | 480         |
| 0000.06.03 | 阪神   | 鳴尾記念        | GIII | 芝2000m（良） | 15    | 3     | 4     | 004.70（3人）   | 02着 | R1:59.2（35.7）   | -0.1 | 0松若風馬       | 57        | ボッケリーニ         | 478         |
| 0000.07.09 | 福島   | 七夕賞          | GIII | 芝2000m（良） | 16    | 6     | 11    | 005.70（3人）   | 14着 | R2:01.1（35.7）   | -1.3 | 0松若風馬       | 58        | セイウンハーデス     | 474         |
| 0000.10.08 | 東京   | 毎日王冠        | GII  | 芝1800m（良） | 12    | 8     | 11    | 054.00（8人）   | 12着 | R1:47.0（35.6）   | -1.7 | 0松若風馬       | 57        | エルトンバローズ     | 472         |
| 0000.12.02 | 阪神   | チャレンジC     | GIII | 芝2000m（良） | 13    | 6     | 9     | 030.80（8人）   | 11着 | R1:59.8（35.2）   | -1.0 | 0B.ムルザバエフ | 57        | ベラジオオペラ       | 486         |
| 2024.02.18 | 小倉   | 小倉大賞典      | GIII | 芝1800m（良） | 15    | 4     | 8     | 017.70（9人）   | 05着 | R1:45.8（36.6）   | -0.7 | 0幸英明         | 58        | エピファニー         | 478         |
| 0000.07.07 | 福島   | 七夕賞          | GIII | 芝2000m（良） | 15    | 8     | 14    | 034.7（11人）   | 13着 | R1:59.5（36.8）   | -1.6 | 0石川裕紀人     | 58        | レッドラディエンス   | 468         |
| 0000.09.22 | 中山   | オールカマー    | GII  | 芝2200m（良） | 15    | 6     | 10    | 190.8（14人）   | 15着 | R2:15.1（37.2）   | -3.3 | 0佐々木大輔     | 57        | レーベンスティール   | 464         |
| 0000.11.30 | 中山   | ステイヤーズS   | GII  | 芝3600m（良） | 14    | 6     | 10    | 105.8（13人）   | 12着 | R3:48.1（36.1）   | -1.4 | 0北村宏司       | 57        | シュヴァリエローズ   | 460         |
| 2025.03.23 | 中山   | 障害4歳上未勝利 |      | 障2880m（良） | 14    | 4     | 6     | 003.00（1人）   | 07着 | R3:18.5（13.8）   | -0.8 | 0高田潤         | 60        | ガンダルフ           | 462         |
| 0000.05.04 | 新潟   | 障害4歳上未勝利 |      | 障2890m（稍） | 14    | 5     | 8     | 003.00（1人）   | 02着 | R3:12.1（13.3）   | -0.0 | 0高田潤         | 60        | ジーククローネ       | 466         |
| 0000.05.25 | 新潟   | 障害4歳上未勝利 |      | 障2890m（稍） | 14    | 2     | 2     | 001.50（1人）   | 02着 | R3:14.9（13.5）   | -0.4 | 0高田潤         | 60        | トゥラッタッタ       | 472         |
| 0000.07.26 | 中京   | 障害3歳上未勝利 |      | 障3000m（良） | 14    | 8     | 13    | 001.50（1人）   | 05着 | R3:18.4（13.2）   | -1.4 | 0高田潤         | 60        | ヘザルフェン         | 474         |

1. ↑  障害戦は平均1F

- 競走成績は2025年7月26日現在

## 血統表
| フェーングロッテンの血統      | フェーングロッテンの血統              | フェーングロッテンの血統            | （血統表の出典）                    | （血統表の出典） |
| 父系                          | ヘイロー系                            | ヘイロー系                          | ヘイロー系                          | [ § 2 ]          |
| 父 ブラックタイド 2001 黒鹿毛 | 父の父*サンデーサイレンス 1986 青鹿毛 | Halo                                | Hail to Reason                      | Hail to Reason   |
| 父 ブラックタイド 2001 黒鹿毛 | 父の父*サンデーサイレンス 1986 青鹿毛 | Halo                                | Cosmah                              |                  |
| 父 ブラックタイド 2001 黒鹿毛 | 父の父*サンデーサイレンス 1986 青鹿毛 | Wishing well                        | Understanding                       | Understanding    |
| 父 ブラックタイド 2001 黒鹿毛 | 父の父*サンデーサイレンス 1986 青鹿毛 | Wishing well                        | Mountain Flower                     |                  |
| 父 ブラックタイド 2001 黒鹿毛 | 父の母*ウインドインハーヘア 1991 鹿毛 | Alzao                               | Lyphard                             | Lyphard          |
| 父 ブラックタイド 2001 黒鹿毛 | 父の母*ウインドインハーヘア 1991 鹿毛 | Alzao                               | Lady Rebecca                        |                  |
| 父 ブラックタイド 2001 黒鹿毛 | 父の母*ウインドインハーヘア 1991 鹿毛 | Burghclere                          | Busted                              | Busted           |
| 父 ブラックタイド 2001 黒鹿毛 | 父の母*ウインドインハーヘア 1991 鹿毛 | Burghclere                          | Highclere                           |                  |
| 母 ピクシーホロウ 2010 鹿毛   | 母の父キングヘイロー 1995 鹿毛        | *ダンシングブレーヴ                 | Lyphard                             | Lyphard          |
| 母 ピクシーホロウ 2010 鹿毛   | 母の父キングヘイロー 1995 鹿毛        | *ダンシングブレーヴ                 | Navajo Princess                     |                  |
| 母 ピクシーホロウ 2010 鹿毛   | 母の父キングヘイロー 1995 鹿毛        | *グッバイヘイロー                   | Halo                                | Halo             |
| 母 ピクシーホロウ 2010 鹿毛   | 母の父キングヘイロー 1995 鹿毛        | *グッバイヘイロー                   | Pound Foolish                       |                  |
| 母 ピクシーホロウ 2010 鹿毛   | 母の母ラインレジーナ 2002 栗毛        | サクラバクシンオー                  | サクラユタカオー                    | サクラユタカオー |
| 母 ピクシーホロウ 2010 鹿毛   | 母の母ラインレジーナ 2002 栗毛        | サクラバクシンオー                  | サクラハゴロモ                      |                  |
| 母 ピクシーホロウ 2010 鹿毛   | 母の母ラインレジーナ 2002 栗毛        | *シンコウエンジェル                 | *オジジアン                         | *オジジアン      |
| 母 ピクシーホロウ 2010 鹿毛   | 母の母ラインレジーナ 2002 栗毛        | *シンコウエンジェル                 | A Kiss for Luck                     |                  |
| 母系(F-No.)                   | (FN:3-d)                              | (FN:3-d)                            | (FN:3-d)                            | [ § 3 ]          |
| 5代内の近親交配               | Halo 3×4、Lyphard 4×4、Sir Ivor 5×5   | Halo 3×4、Lyphard 4×4、Sir Ivor 5×5 | Halo 3×4、Lyphard 4×4、Sir Ivor 5×5 | [ § 4 ]          |
| 出典                          | 1. 2. 3. 4.                           | 1. 2. 3. 4.                         | 1. 2. 3. 4.                         | 1. 2. 3. 4.      |

- 半兄に2021年のスプリンターズステークスを制したピクシーナイト（父モーリス）がいる。
- 4代母A Kiss for Luckは1983年の米G1・ヴァニティハンデキャップ優勝馬。
- その他の近親にウキヨノカゼ、ダノンカモン、クィーンズバーン、ゴールデンチェリー、ワイルドソルジャーなど。